# Namule (Hutki)
Namule – część wsi Hutki w Polsce, położona w województwie lubelskim, w powiecie zamojskim, w gminie Krasnobród.
W latach 1975–1998 Namule administracyjnie należało do województwa zamojskiego.
Namule posiada rozwiniętą bazę noclegową. Graniczy z wsiami Kaczórki i Bondyrz.